# Antonio Almada y Alvarado
Antonio Almada y Alvarado (Álamos, Sonora, 8 de octubre de 1786 - 15 de abril de 1846) fue un político sonorense. Vocal de la primera diputación provincial de Sonora-Sinaloa en 1822, alcalde constitucional de Álamos tres años después, diputado en segundo Congreso Constitucional del Estado de Occidente, en 1828 fue a la Ciudad de México comisionado por la misma a gestionar la separación de Sonora y Sinaloa. Juez de paz y presidente municipal en 1834, se adhirió al Plan de Cuernavaca que proclamó el centralismo en la República, secundó el movimiento federalista del general Urrea, desempeñó la prefectura política y se sometió al gobierno del presidente Bustamante el 11 de septiembre de 1838.